# メール便
メール便（メールびん）とは、宅配便のシステム（配送網）を利用して、書類や商品カタログなどの、「郵便法における信書」にあたらない軽量な荷物を運ぶ運輸業者による輸送サービスである。日本郵便（旧：日本郵政公社）の「ゆうメール（旧：冊子小包）」が競合商品である。「信書」ではないので、この項目にあげるメール便事業者によるメール便はいずれも、民間事業者による信書の送達に関する法律（信書便法）に基づく信書便事業による信書便に該当しない。
郵便受けに配達されるのが特徴で、手渡しと受取人のサインが不要である。ゆうメールを除いて、追跡サービスを利用することができる。
平均的な送達時間は、宅配便に準ずるとされる。また、日時と時間指定をすることはできない。荷物の紛失・破損補償は基本的にされないので、注意が必要である。

## 概要
1997年（平成9年）3月に、ヤマト運輸が 「クロネコメール便」の名称で開始（2015年（平成27年）4月からは、企業向けサービス「クロネコDM便」のみ）。その後、他社も追随した。佐川急便「飛脚メール便」（のちに「飛脚ゆうメール」も開始）、日本通運「NITTSUメール便」（現在は廃止）、福山通運「フクツーメール便」（現在は新規契約停止）などがある。また新聞販売店等がその配達網を利用して業務を受託していることもある。
メール便は宅配便と比べて、全国一律かつ安価な料金で利用できるというメリットがある。その反面、配達の遅延や商品の紛失など、配達時のトラブルに対する補償はほとんどない。
急成長を遂げてきた分野ではあるが、2004年（平成16年）に日本郵政公社（現：日本郵便）がメール便と競合する「冊子小包」（現：ゆうメール）の大口割引の割引率を上げた。これを受け、佐川急便は同年に「佐川ゆうメール」（現：飛脚ゆうメール）を開始した。飛脚ゆうメールでは、佐川急便は集荷までのみを行い、集荷したメール便を佐川急便が差出人としてまとめて日本郵便の（統括）支店に差し出し、日本郵便のネットワークで配達するものである。日本通運も「NITTSU郵メール便」の名で同様のサービスを行っている。
なお、クロネコDM便は一部地域における配達業務を日本郵便株式会社に委託している。

### 取扱冊数
| 年度       | 総数           | 便名別取扱冊数   | 便名別取扱冊数   | 便名別取扱冊数       | 便名別取扱冊数       | 便名別取扱冊数   | 出典   |
| 年度       | 総数           | 1位              | 2位              | 3位                  | 4位                  | 5位              | 出典   |
| ---------- | -------------- | ---------------- | ---------------- | -------------------- | -------------------- | ---------------- | ------ |
| 平成15年度 | 13億4,478万    | クロネコメール便 | 飛脚メール便     | 中越メール便         | NITTSUメール便       | フクツーメール便 | [ 2 ]  |
| 平成15年度 | 13億4,478万    | 9億9,437万       | 1億5,225万       | 9,956万              | 5,001万              | 1,734万          | [ 2 ]  |
| 平成16年度 | 17億3,669万    | クロネコメール便 | 飛脚メール便     | 中越メール便         | NITTSUメール便       | フクツーメール便 | [ 3 ]  |
| 平成16年度 | 17億3,669万    | 14億3,239万      | 1億3,558万       | 1億23万              | 2,964万              | 1,882万          | [ 3 ]  |
| 平成17年度 | 20億6,823万    | クロネコメール便 | SBSメール便      | 飛脚メール便         | 中越メール便         | NITTSUメール便   | [ 4 ]  |
| 平成17年度 | 20億6,823万    | 17億3,479万      | 1億45万          | 9,362万              | 8,551万              | 2,266万          | [ 4 ]  |
| 平成18年度 | 23億1,011万    | クロネコメール便 | SBSメール便      | 飛脚メール便         | 中越メール便         | NITTSUメール便   | [ 5 ]  |
| 平成18年度 | 23億1,011万    | 19億7,018万      | 1億1,388万       | 9,607万              | 8,640万              | 2,191万          | [ 5 ]  |
| 平成19年度 | 48億3,426万    | ゆうメール       | クロネコメール便 | 飛脚メール便         | SBSメール便          | 中越メール便     | [ 6 ]  |
| 平成19年度 | 48億3,426万    | 22億5,616万      | 22億612万        | 1億2,794万           | 1億2,394万           | 8,590万          | [ 6 ]  |
| 平成20年度 | 50億0,906万    | ゆうメール       | クロネコメール便 | 飛脚メール便         | SBSメール便          | 中越メール便     | [ 7 ]  |
| 平成20年度 | 50億0,906万    | 24億2,489万      | 22億3,160万      | 1億4,901万           | 1億851万             | 5,991万          | [ 7 ]  |
| 平成21年度 | 51億3,218万    | ゆうメール       | クロネコメール便 | 飛脚メール便         | SBSメール便          | 中越メール便     | [ 8 ]  |
| 平成21年度 | 51億3,218万    | 25億4,063万      | 22億6,289万      | 1億6,305万           | 9,314万              | 5,370万          | [ 8 ]  |
| 平成22年度 | 52億4,264万    | ゆうメール       | クロネコメール便 | 飛脚メール便         | SBSメール便          | 中越メール便     | [ 9 ]  |
| 平成22年度 | 52億4,264万    | 26億2,158万      | 23億1,219万      | 1億4,924万           | 8,452万              | 6,570万          | [ 9 ]  |
| 平成23年度 | 53億3,892万    | ゆうメール       | クロネコメール便 | 飛脚メール便         | ポストウェイメール便 | 中越メール便     | [ 10 ] |
| 平成23年度 | 53億3,892万    | 28億7,215万      | 21億8,741万      | 1億853万             | 9,040万              | 7,108万          | [ 10 ] |
| 平成24年度 | 54億7,135万    | ゆうメール       | クロネコメール便 | ポストウェイメール便 | 飛脚メール便         | 中越メール便     | [ 11 ] |
| 平成24年度 | 54億7,135万    | 31億124万        | 21億1,293万      | 9,102万              | 8,512万              | 7,294万          | [ 11 ] |
| 平成25年度 | 56億3,772万    | ゆうメール       | クロネコメール便 | 飛脚メール便         | ポストウェイメール便 | 中越メール便     | [ 12 ] |
| 平成25年度 | 56億3,772万    | 33億2,421万      | 20億8,483万      | 8,743万              | 7,089万              | 6,344万          | [ 12 ] |
| 平成26年度 | 54億6,425万    | ゆうメール       | クロネコメール便 | 飛脚メール便         | ポストウェイメール便 | 中越メール便     | [ 13 ] |
| 平成26年度 | 54億6,425万    | 33億6,194万      | 19億102万        | 8,625万              | 5,299万              | 5,744万          | [ 13 ] |
| 平成27年度 | 52億6,393万6千 | ゆうメール       | クロネコDM便     | ポストウェイメール便 | 中越メール便         | 飛脚メール便     | [ 14 ] |
| 平成27年度 | 52億6,393万6千 | 35億3,940万1千   | 15億3,643万4千   | 8,889万5千           | 4,898万3千           | 4,670万3千       | [ 14 ] |
| 平成28年度 | 52億8,959万8千 | ゆうメール       | クロネコDM便     | ポストウェイメール便 | 中越メール便         | 飛脚メール便     | [ 15 ] |
| 平成28年度 | 52億8,959万8千 | 35億6,285万1千   | 15億4,216万6千   | 9,490万4千           | 4,555万5千           | 4,088万9千       | [ 15 ] |
| 平成29年度 | 52億7,599万2千 | ゆうメール       | クロネコDM便     | ポストウェイメール便 | 中越メール便         | 飛脚メール便     | [ 16 ] |
| 平成29年度 | 52億7,599万2千 | 36億3,742万5千   | 14億6,495万5千   | 9,441万5千           | 4,216万7千           | 3,444万2千       | [ 16 ] |
| 平成30年度 | 50億2,111万9千 | ゆうメール       | クロネコDM便     | ポストウェイメール便 | 中越メール便         | 飛脚メール便     | [ 17 ] |
| 平成30年度 | 50億2,111万9千 | 36億5,042万3千   | 12億1,152万5千   | 9,433万1千           | 3,699万5千           | 2,695万9千       | [ 17 ] |
| 令和元年度 | 47億191万9千   | ゆうメール       | クロネコDM便     | ポストウェイメール便 | 中越メール便         | 飛脚メール便     | [ 18 ] |
| 令和元年度 | 47億191万9千   | 35億6,860万9千   | 9億8,724万2千    | 8,912万              | 3,496万6千           | 2,163万5千       | [ 18 ] |
| 令和2年度  | 42億3,870万1千 | ゆうメール       | クロネコDM便     | ポストウェイメール便 | 中越メール便         | 飛脚メール便     | [ 19 ] |
| 令和2年度  | 42億3,870万1千 | 32億9,931万2千   | 8億2,063万3千    | 7,632万4千           | 2,546万5千           | 1,127万          | [ 19 ] |
| 令和3年度  | 42億8,714万    | ゆうメール       | クロネコDM便     | ポストウェイメール便 | 中越メール便         | 飛脚メール便     | [ 20 ] |
| 令和3年度  | 42億8,714万    | 33億4,629万5千   | 8億2,438万3千    | 7,916万7千           | 2,963万5千           | 733万7千         | [ 20 ] |
| 令和4年度  | 40億3,223万5千 | ゆうメール       | クロネコDM便     | ポストウェイメール便 | 中越メール便         | 飛脚メール便     | [ 21 ] |
| 令和4年度  | 40億3,223万5千 | 31億1,290万2千   | 8億52万7千       | 8,565万4千           | 2,578万7千           | 711万            | [ 21 ] |

注：郵便法に基づく郵便物取扱単位である「通」ではなく「冊」を使用している。
注：平成18年度までゆうメールは郵便物の一種であったため宅配便として集計されず、総務省の本調査対象外だった。

## 主要サービス
会社毎のサービスはまちまちであるので、利用に際し条件確認が必須である。

### クロネコメール便
長辺34センチメートル以内、厚さ2センチメートル以内、三辺計60センチメートル以内、重さ1kg以下で、郵便受けに入るサイズと規定され（封筒の種別・サイズは問わない）。料金は郵便物と異なり外形寸法だけで規定され、普通の郵便封筒・はがき大封筒もこれに該当していた。
2012年（平成24年）6月30日までは、長辺40センチメートル以内、厚さ2センチメートル以内、三辺計70センチメートル以内、重さ1kg以下で、A4サイズの他に
- B4厚さ1センチメートルまで
- B4厚さ2センチメートルまで

も含まれていた（2006年（平成18年）10月1日改定）。
2006年（平成18年）10月1日より以前は、重量により運賃が決まっていた。
これは日本郵便の第一種郵便物を意識した値段であるが、重くなるほどメール便のほうが安価となっていた。なお、配送は一部を除き翌日配達で、大きさや厚さによる値段変動はなかった（最大サイズが上記のB4サイズと同一と規定：縦、横、高さの三辺が70センチメートルまで）。
通常は発送地から宛先の配達地までの距離が600km以内であれば、差出日から数えて3日目、600kmを超える場合は同4日目の配達となるが、追加料金を払うことにより「速達」扱いが可能（600km以内は翌日、600km超は翌々日配達）。ただし、大口顧客（特にカタログ業者）との契約単価はこれよりも大幅に安価なことが多い。日時指定は不可能（ごく一部のメール便契約では、配達日時指定可能な契約を結んでいるという場合もある）。配達先の郵便受け投函をもって完了となる。また、宅配便では行っている判取（受領印の押印）も行わない。
荷物一通ごとにバーコードシールが貼られており、荷物追跡が可能。ただし、荷物追跡システム上「投函完了」と表示されていても、これは末端の配達人の手を離れたことを意味するに過ぎない点で、注意を要する。つまり、末端の配達人の過失または故意により、宛先以外の場所に荷物が届けられた場合でも、システム上では、あたかも正常に配達されたかのような「投函完了」の表示が出るのである。
宅急便のドライバーが配達する場合も、基本はメイト同様郵便受けへの投函だが、別口で宅急便が同着していた場合は、宅急便と併せて手渡しとなる（宅急便側で時間帯指定で遅い時間になった場合には、それに併せて手渡しとなる）。
用途としては主に契約企業から個人に向けた、カタログやイベント告知などのダイレクトメールの大口発送に利用されるが、ヤマト運輸の場合、他社と異なり個人利用者も積極的にターゲットとしており、掛売契約をしていない者であっても現金決済で利用できる。個人客でも集荷依頼に応じるほか、営業所や取扱いコンビニエンスストアで差し出すことが可能であった。
集荷・宅急便センター持込扱いのシールと、取扱店・コンビニエンスストアのシールは仕様が異なる。前者は黄または白のバーコードシールで、複写式の「出荷票」に、品名欄の記入と信書ではないという項目にチェックを入れるのに加え、差出人住所等を別途記載が必要であるのに対し、後者の場合は、「出荷シート」と呼ばれるピンクのシールでシール台紙に、顧客控え・取扱店控え・ヤマト控えのシールが一綴りになっている（荷物に貼り付けるバーコードシールは、取扱店控えに付いている）。両者ともヤマト控え部分には、品名欄の記入と『信書ではない』という項目にチェックを記入する必要がある。なお、後者の速達用については「速達用出荷シート」として、緑のシールで別物となっている。何れも、日本郵便の速達郵便物や速達扱いのゆうメール同様、原則速達印の表示を要する。
郵便法に基づき、信書をメール便で送ることはできず、前述のように利用の際には顧客に『信書ではない』との誓約をさせているが、安価な料金や利便性を背景に、メール便で信書を出す客が後を絶たなかった。中には警察の事情聴取を受けたり、書類送検に至る事例も発生していた上、そもそも総務省が「その書類が信書かどうか」の定義すら曖昧であったため、安全な利用環境や利便性をこれ以上維持するのが困難になったとして、2015年（平成27年）3月31日の引受分を以て廃止された。
クロネコメール便の代替措置としてカタログやパンフレット等、信書でないことが確実なものの発送を引き受ける、法人向けサービス「クロネコDM便」に切り替えられた。それ以外の顧客やこれまでメール便で引き受けていた、小型の荷物を念頭とするサービスは「ネコポス（法人契約・フリマサイト利用者のみ）」・「宅急便コンパクト」として新たに設けられた。その為、移行期間が設けられてドライバーがすべての荷主に再契約書類を配ったりするなど対応に追われた。
クロネコDM便（以下DM便）とネコポスに移行期間後も尚、DM便での有償物の取り扱いを実質容認していた。しかし、再度本社は有償物のネコポスなどへ移行又は他社サービスへの切り替えを求めるとして荷主を回った。
ちなみに、クロネコメール便・ネコポスは、ヤマト運輸の配達員ではなく委託会社の社員が配達を行っている。そのため、配達車もヤマト運輸の特徴的なトラックではなく、黒い軽自動車であることがほとんどである。
2023年6月19日、ヤマト運輸の親会社であるヤマトホールディングスは日本郵便の親会社である日本郵政と提携し、2024年1月31日でヤマト運輸によるDM便を取り止めた上で同年2月以降は日本郵便のゆうメール（クロネコゆうメール）を提供することを発表した。これにより、ヤマト運輸は1997年から開始したメール便サービスから事実上撤退することになった。

### 飛脚メール便
発送可能な荷物は、3辺合計70センチメートル以内・最長辺40センチメートル以内・厚さ2センチメートル以内・重量1kg以内で、郵便受けに収容可能なサイズであるものと規定している。これを超えるものや、筒状・ダンボール収容状の荷物については、飛脚ゆうメール（配達は日本郵便が担当）の利用をアナウンスしている。こちらのサイズ規準は、日本郵便のゆうメールに準ずる。
利用には、法人で、売掛による支払に限定されているため、都度支払や個人の発送は不可。配達日の規準は、一部地域を除き3日から4日程度かかる。離島など一部地域では中継に日本郵便のネットワークを利用するとしているが、投函自体は佐川急便が担当する。料金体系は、重量制。飛脚ゆうメールのように日本郵便が配達するサービスでは、荷物追跡はできない。
2020年7月1日からは、届け先が企業のみに限定されるようになる。